# 约翰内斯贝格
约翰内斯贝格是德国巴伐利亚州的一个市镇。总面积13.63平方公里，总人口3869人，其中男性1914人，女性1955人（2011年12月31日），人口密度284人/平方公里。